# Matute de la Sierra
Matute de la Sierra es una localidad de la provincia de Soria, partido judicial de Soria ,  Comunidad Autónoma de Castilla y León, España. Pueblo de la comarca de Almarza que pertenece al municipio del mismo nombre.

## Demografía
En el año 2000 contaba con 10 habitantes, concentrados en el núcleo principal, pasando a 14 en 2014.
Matute de la Sierra llegó a estar deshabitado, pero la buena comunicación, su relativa proximidad a la capital y a la comarca del Valle, además de un entorno muy interesante, respaldado por la ladera norte del cerro de San Juan, hizo que se restauraran algunas casas y se volviera a habitar.

## Historia
Matute o Matud, como aparece en el censo de Alfonso X el Sabio de 1270, estaba circunscrita a la  Comunidad de Villa y Tierra de Soria, y diezmaba a la colación de Santa María de Azogue. Formó parte del Sexmo de Tera.
El censo de Pecheros de 1528, en el que no se contaban eclesiásticos, hidalgos y nobles, registraba la existencia 13 pecheros, es decir unidades familiares que pagaban impuestos.
A la caída del Antiguo Régimen la localidad se constituye en municipio constitucional, entonces conocido como Matute de la Sierra y San Gregorio en la región de Castilla la Vieja, partido de Soria que en el censo de 1842 contaba con 16 hogares y 68 vecinos.
Como en muchos otros casos los envites de la emigración no tuvieron piedad de sus gentes, que se vieron obligados a abandonar el solar que los vio nacer en busca de un bienestar lejano.
Tras permanecer despoblado durante más de treinta años cobra vida gracias al empeño de algunos de sus antiguos vecinos y sus herederos.
La toponimia permite deducir una repoblación del lugar llevada a cabo por gentes cameranas, pues, como en el caso de Almarza, Gallinero o La Laguna, su nombre se repite en poblaciones ultramontanas.
A mediados del siglo XIX desaparece como municipio independiente al integrarse en Cubo de la Sierra. Desde mediados del siglo XX forma parte del de Almarza.

## Lugares de interés
- Iglesia de Santa Coloma, de estilo románico.
- Ermita de la Soledad.

## Fiestas
- Santa Coloma, patrona del pueblo, se celebra el primer domingo de agosto.